# Elisa Montés
Elisa Montés (eigentlich Elisa Rosario Ruiz Penella, * 15. Dezember 1934; † 9. Oktober 2024 in Granada) war eine spanische Schauspielerin. Sie entstammte einer Künstlerfamilie.

## Leben
Montés stand bereits in jungen Jahren auf der Bühne und feierte 1954 ihr Leinwanddebüt in Jesús Pascuals Elena. Als Künstlernamen wählte sie einen Titelteil aus dem Werk ihres Großvaters, des Komponisten Manuel Penella, El gato montés. Bis Anfang der 1970er Jahre spielte sie so meist Rollen als bedrohte Schöne oder junge Frau an der Seite des Helden in annähernd fünfzig Produktionen, darunter vielen actionbetonenden Genrefilmen. Anschließend machte sie sich rarer, widmete sich aber nun auch dem Fernsehen und trat dort in einer der bemerkenswertesten Fernsehserien ihres Heimatlandes auf: In Verano azul spielte Montés 1981 die Rolle der „Carmen“.
Mehr und mehr Engagements nahm Montés für Bühnenauftritte an; in den 1990er Jahren kehrte sie für zwei Filme und die Fernsehreihe Hermanos de leche nochmals auf Leinwand und Bildschirm zurück.
Montés war die Schwester der Schauspielerinnen Emma Penella und Terele Pávez; ihr Vater war der Justizpolitiker Ramón Ruiz Alonso. Von Mai 1960 an war sie bis 1969 mit dem Schauspieler Antonio Ozores verheiratet; ihre Tochter Emma war ebenfalls als Schauspielerin tätig.

## Auszeichnungen
- 1954: Beste Nebendarstellerin; Preis des „Círculo de Escritores Cinematográficos“[5]
- 1956: Beste Schauspielerin beim „Festival de Valladolid“
- 1975: Preis des „Sindicato Nacionál del Espectacúlo“[6]

## Filmografie (Auswahl)
- 1954: Elena
- 1963: Eddie – Miezen und Moneten (Tela de araña)
- 1964: Die Stunde der harten Männer (Ercole, Sansone Maciste e Ursus gli invincibili)
- 1965: Per un dollaro di gloria
- 1965: El proscrito del Río Colorado
- 1965: Zwei Trottel gegen Goldfinger (Due mafiosi contro Goldginger)
- 1965: Die Rückkehr des Gefürchteten (Erik il vichingo)
- 1966: Django, der Rächer (Texas addio)
- 1966: Die Rückkehr der glorreichen Sieben (Return of the Seven)
- 1967: Das Geheimnis der Todesinsel
- 1968: Schweinehunde beten nicht (I vigliacchi non pregano)
- 1968: Die sieben Männer der Sumuru
- 1969: Der heiße Tod (99 mujeres)
- 1971: Captain Apache
- 1972: Der Todesrächer von Soho
- 1978: Der Tiefstapler
- 1981–1982: Verano azul (Fernsehserie)
- 1983: Das Luftschiff